# A fost sau n-a fost?
12:08 Øst for Bukarest (Rumænsk: A fost sau n-a fost) er en rumænsk film fra 2006, instrueret, produceret og skrevet af Corneliu Porumboiu. 
Den sort humoristiske komedie blev godt modtaget af anmeldere og på filmfestivaller. 
På Copenhagen International Film Festival vandt den både priser for bedste film og bedste manuskript i 2006,
mens Cinemateket skrev at "Porumboiu tegner et særdeles morsomt og skarpsindigt billede af billede af et Rumænien, hvor meget lidt har forandret sig."

## Handling
Det er den 22. december 20 år er gået siden revolutionen, og julen er på vej til en lille by. Man følger 3 personer: Piscoci der forbereder sig på at holde jul alene, endnu en gang. Manescu der er alkoholiseret historielærer, prøver at få betalt sin gæld og Jderescu der ejer den lokale TV station er overhovedet ikke interesseret i julen. De tre personer sætter sig for at finde ud af, om der virkelig var en revolution i byen for 16 år siden.

## Rolleliste
- Mircea Andreescu – Emanoil Piscoci
- Teodor Corban – Virgil Jderescu
- Ion Sapdaru – Tiberiu Manescu

## Priser og Nomineringer
Cannes Film Festival
- Det Gyldne Kamera
- Label Europe Cinemas

Copenhagen International Film Festival
- Den Gyldne Svane – Bedste film
- Den Gyldne Svane – Bedste manuskript

Cottbus Film Festival of Young East European Cinema
Pris
- Special Prize

Nominering
- Grand Prize

European Film Festival
- Nomineret til European Film Award for Bedste Manuskript

Independent Spirit Award
- Nomineret til bedste Udenlandske film

Transilvania International Film Festival
- Publikumsprisen
- Bedste Rumænske Film
- Transivania Trofæet